# Pogos Akopow
Pogos Siemionowicz Akopow (ros. Пого́с Семёнович Ако́пов, orm. Պողոս Սեմյոնի Ակոպով, ur. 10 sierpnia 1926 we wsi Kwemo w Gruzińskiej SRR) – radziecki dyplomata.

## Życiorys
W 1951 ukończył Moskiewski Państwowy Instytut Ekonomiczny, a w 1960 Wyższą Szkołę Dyplomatyczną Ministerstwa Spraw Zagranicznych ZSRR, 1951–1957 pracował w Państwowym Komitecie Planowania (Gospłanie) ZSRR. Od 1960 pracował w dyplomacji ZSRR, 1973–1976 był tymczasowym chargé d'affaires ZSRR w Egipcie, 1977-1981 zastępcą kierownika Wydziału Państw Bliskiego Wschodu MSZ ZSRR, a od 29 kwietnia 1983 do 1986 ambasadorem nadzwyczajnym i pełnomocnym ZSRR w Kuwejcie. Od 19 września 1986 do 1991 był ambasadorem nadzwyczajnym i pełnomocnym ZSRR w Libii, 1991 został wiceprezydentem Międzynarodowego Towarzystwa Polityki Zagranicznej, 1997-2013 był przewodniczącym Rady Towarzystwa Rosyjskich Dyplomatów, w 2013 został prezydentem tego towarzystwa. Został odznaczony Orderem Czerwonego Sztandaru Pracy i Orderem „Znak Honoru”.